# 道路標識及び信号に関するウィーン条約
道路標識及び信号に関するウィーン条約（どうろひょうしきおよびしんごうにかんするウィーンじょうやく）は、統一的な道路標識を定め、それを用いて道路の安全性の向上や国際道路交通を容易にするために設計された。この条約は、1968年10月7日から11月8日に開催された国際連合経済社会理事会の国際会議にて合意され、1978年6月6日に発行された。この条約は1949年に制定されたジュネーブ交通条約や、そのもととなった1931年道路信号統一条約で定められた道路標識や信号を修正・拡張したものである。正式名称は、道路標識及び信号に関する条約（どうろひょうしきおよびしんごうにかんするじょうやく）。
標識の読みやすさ、ラウンドアバウトの優先関係、およびトンネル内での安全性を高める新しい標識の設定を含む改定が2003年になされた。
ウィーン条約およびジュネーブ条約とも、20世紀半ばにヨーロッパで発展した道路交通標識に関する総意を反映している。ヨーロッパ以外のほとんどの国はどちらかの条約を批准しておらず、各国独自の道路標識システムを維持している。例えば、日本はウィーン条約は批准しておらず、また、アメリカ合衆国のManual on Uniform Traffic Control Devices (MUTCD)もウィーン条約による標識方針に従っていない。可能な限り多くの国で条約の方針を浸透させるために、この条約ではいくつかのバリエーションを認めている（例えば警告標識は三角形もしくはダイヤモンド形、路面表示は白もしくは黄色のどちらでもよい等）。
SADC-RTSMと呼ばれる競合する条約が南部アフリカ開発共同体によって提供され、これらは南部アフリカの7つの国で利用されている。これはウィーン条約と多くの共通点がある。

## 概要
欧州諸国で道路標識を国際的に統一しようとする動きが生まれ、1949年（昭和24年）ジュネーブで開催された国際連合経済社会理事会の分科会である内国運輸委員会道路小委員会で標識の世界統一化案が提唱され、1952年（昭和27年）に国際連合総会で提案し採用され、1953年に参加国68か国による国際連合道路標識（道路標識及び信号に関する議定書）が発行され、1968年（昭和43年）に国際連合道路交通会議で本条約が成立した。

## 規則

### 道路標識
すべての道路標識はAからHのカテゴリーに分類される：
- A 警戒標識
- B 優先標識
- C 規制標識
- D 強制標識
- E 特別規則標識
- F 情報・施設・サービス標識
- G 案内標識
- H 追加標識

条約で定めている標識の色、大きさ、形は以下の通りである：
| 標識の種類               | 形状         | 背景の色             | 境界線の色     | 大きさ                             | 記号の色                                                       | 例 |
| ------------------------ | ------------ | -------------------- | -------------- | ---------------------------------- | -------------------------------------------------------------- | -- |
| 警告標識                 | 正三角形     | 白もしくは黄色       | 赤             | 0.9 m (大), 0.6 m (小)             | 黒もしくは濃紺                                                 |    |
| 警告標識                 | ダイヤモンド | 黄色                 | 黒             | 0.6 m (大), 0.4 m (小)             | 黒もしくは濃紺                                                 |    |
| 優先標識                 |              |                      |                |                                    |                                                                |    |
| 優先（譲れ）             | 逆正三角形   | 白もしくは黄色       | 赤             | 0.9 m (大), 0.6 m (小)             | なし                                                           |    |
| 停止標識                 | 八角形       | 赤                   | 白             | 0.9 m (大), 0.6 m (小)             | 白文字でStop（英語もしくは公用語）                             |    |
| 停止標識                 | 円           | 白もしくは黄色       | 赤             | 0.9 m (大), 0.6 m (小)             | 白もしくは黒文字で逆三角形のなかにStop（英語もしくは公用語）   |    |
| 優先道路                 | ダイヤモンド | 白                   | 黒             | 0.5 m (大), 0.35 m (小)            | 黄色い四角形                                                   |    |
| 優先終了                 | ダイヤモンド | 白                   | 黒             | 0.5 m (大), 0.35 m (小)            | 黄色い四角にグレーもしくは黒の斜め線                           |    |
| 対向車優先               | 円           | 白もしくは黄色       | 赤             | 規定なし                           | 優先権のある方向を示す黒い矢印、優先権のない方向を示す赤い矢印 |    |
| 自車優先                 | 長方形       | 青                   | なし           | 規定なし                           | 優先権のある方向を示す白い矢印、優先権のない方向を示す赤い矢印 |    |
| 規制標識                 |              |                      |                |                                    |                                                                |    |
| 通常規制                 | 円           | 白もしくは黄色       | 赤             | 0.6 m (大), 0.4 m (小)             | 様々、右の例は追い越し禁止                                     |    |
| 駐車規制                 | 円           | 青                   | 赤             | 0.6 m (大), 0.2 m (小)             | 様々、右の例は駐車禁止                                         |    |
| 規制終了                 | 円           | 白もしくは黄色       | なし           | 0.6 m (大), 0.4 m (小)             | 黒、青もしくはグレーの斜め線                                   |    |
| 強制標識                 |              |                      |                |                                    |                                                                |    |
| 通常強制                 | 円           | 青                   | なし           | 0.6 m (大), 0.4 m (中), 0.3 m (小) | 様々、白                                                       |    |
| 通常強制                 | 円           | 白                   | 赤             | 0.6 m (大), 0.4 m (中), 0.3 m (小) | 様々、黒                                                       |    |
| 特別規制標識             |              |                      |                |                                    |                                                                |    |
| すべての標識             | 長方形       | 青                   | 規定なし       | 規定なし                           | 様々、白                                                       |    |
| すべての標識             | 長方形       | 明色                 | 規定なし       | 規定なし                           | 様々、黒                                                       |    |
| 情報・施設・サービス標識 |              |                      |                |                                    |                                                                |    |
| すべての標識             | 規定なし     | 青もしくは緑         | 規定なし       | 規定なし                           | 白もしくは黄色の長方形の上に様々                               |    |
| 案内標識                 |              |                      |                |                                    |                                                                |    |
| 案内標識                 | 長方形か矢印 | 明色                 | 規定なし       | 規定なし                           | 様々、暗色                                                     |    |
| 案内標識                 | 長方形か矢印 | 暗色                 | 規定なし       | 規定なし                           | 様々、明色                                                     |    |
| 高速道路                 | 四角形       | 青もしくは緑         | 規定なし       | 規定なし                           | 様々、白                                                       |    |
| 一時標識                 | 四角形       | 黄色もしくはオレンジ | 規定なし       | 規定なし                           | 様々、黒                                                       |    |
| 追加標識                 |              |                      |                |                                    |                                                                |    |
| すべての標識             | 規定なし     | 白もしくは黄色       | 黒、青、赤     | 規定なし                           | 様々、黒、濃紺                                                 |    |
| すべての標識             | 規定なし     | 黒もしくは濃紺       | 白もしくは黄色 | 規定なし                           | 様々、白、黄色                                                 |    |

これ以外にも記号やピクトグラムの利用、方向の表示なども可能と明記されている。複数の規格が定められている場合、その国のなかでは統一されたものを利用しなければならない。夜間に利用されない標識を除いて、すべての標識は離れた距離から照射されたヘッドライトを十分反射して、暗闇のなかでも見えるようにしなければならない。

### 路面標示
ウィーン条約は路面標示も規定している。すべての表示は6mm以下の高さで、反射板を利用するときは路面から15mm以下でなければならない。道路の標示は白、もしくは黄色であることが推奨される。
路面に表示されるすべての言葉は地名か、「Stop」や「Taxi」など多くの言語で認識可能な単語であるべきである。

### 信号
ウィーン条約は信号の色やその意味、信号が使用される場所やその目的なども以下のように規定している。
| タイプ | 形状       | 色 | 色                       | 場所                                                   | 意味                                     |
| ------ | ---------- | -- | ------------------------ | ------------------------------------------------------ | ---------------------------------------- |
| 点灯   | Plain      |    | 緑                       | 交差点                                                 | 進行                                     |
| 点灯   | Plain      |    | 黄色                     | 交差点、踏切、旋回橋、空港、消防署、フェリーターミナル | 可能なら止まれ                           |
| 点灯   | Plain      |    | 赤                       | 交差点                                                 | 止まれ                                   |
| 点灯   | Plain      |    | 赤と黄色                 | 交差点                                                 | 信号が間もなく変わる（通常は緑に）       |
| 点灯   | 左矢印     |    | 緑 黄色 赤               | 交差点                                                 | 左折のみ色の指示に従え                   |
| 点灯   | 右矢印     |    | 緑 黄色 赤               | 交差点                                                 | 右折のみ色の指示に従え                   |
| 点灯   | 上矢印     |    | 緑 黄色 赤               | 交差点                                                 | 直進のみ色の指示に従え                   |
| 点灯   | 下矢印     |    | 緑                       | 車線上                                                 | この先も車線あり                         |
| 点灯   | バツ (×)   |    | 赤                       | 車線上                                                 | 車線に入るな（この先車線閉鎖）           |
| 点灯   | 斜め下矢印 |    | 黄色もしくは白           | 車線上                                                 | この先車線減少、矢印の方向に車線変更せよ |
| 点滅   | Plain      |    | ふたつの赤（交互に点滅） | 踏切、旋回橋、空港、消防署、フェリーターミナル         | 止まれ                                   |
| 点滅   | Plain      |    | 黄色（点滅）             | 交差点を除くすべての場所                               | 注意して進め                             |
| 点滅   | Plain      |    | 黄色 （点滅）            | 交差点                                                 | 優先標識に従って通行せよ                 |
| 点滅   | Plain      |    | 白                       | 交差点                                                 | 進め                                     |

| ウィーン条約で定められている信号機の点灯パターン（左側のみ動くSVGアニメ（英語版）） |  | ウィーン条約で定められている信号機の点灯パターン（左側のみ動くSVGアニメ（英語版）） |
| ウィーン条約で定められている信号機の点灯パターン（左側のみ動くSVGアニメ）           |  |                                                                                     |

赤の点滅は上に規定されている場所でのみ利用出来る。信号の他の利用は条約違反となる。赤信号は、信号が縦型の場合は一番上に、横型の場合は対向車線に最も近い場所に設置しなければならない。
日本では黄色の点滅はこちらが優先であることを示すが、ウィーン条約締結国ではあくまで標識の優先関係に従う。そのため非優先道路を通行中に信号が黄色の点滅を示していた場合、優先道路の交通状況を確認せずに交差点に進入することは極めて危険である。

## 条約批准国
2015年10月の時点で64カ国が批准している。
- 批准している国
  -  アルバニア
  -  オーストリア
  -  バーレーン
  -  ベラルーシ
  -  ベルギー
  -  ボスニア・ヘルツェゴビナ
  -  ブルガリア
  -  中央アフリカ
  -  チリ
  -  コートジボワール
  -  クロアチア
  -  キューバ
  -  チェコ
  -  コンゴ共和国
  -  デンマーク
  -  エストニア
  -  フィンランド
  -  フランス
  -  ジョージア
  -  ドイツ
  -  ギリシャ
  -  ハンガリー
  -  インド
  -  イラン
  -  イラク
  -  イタリア
  -  カザフスタン
  -  クウェート
  -  キルギス
  -  ラトビア
  -  リベリア
  -  リトアニア
  -  ルクセンブルク
  -  北マケドニア
  -  モルドバ
  -  モンゴル
  -  モンテネグロ
  -  モロッコ
  -  オランダ
  -  ナイジェリア
  -  ノルウェー
  -  パキスタン
  -  パラグアイ
  -  フィリピン
  -  ポーランド
  -  ポルトガル
  -  ルーマニア
  -  ロシア
  -  サンマリノ
  -  セネガル
  -  セルビア
  -  セーシェル
  -  シエラレオネ
  -  スロバキア
  -  スロベニア
  -  スリナム
  -  スリランカ
  -  スウェーデン
  -  スイス
  -  タジキスタン
  -  チュニジア
  -  トルクメニスタン
  -  トルコ
  -  ウクライナ
  -  アラブ首長国連邦
  -  ウズベキスタン
  -  ベトナム
  -  ザンビア
- 署名しているが批准していない国
  -  カンボジア
  -  ラオス
  -  インドネシア
  -  韓国
  -  タイ